# Mysterium Cosmographicum
Mysterium Cosmographicum (del latín: El Misterio Cosmográfico), titulado originalmente como Precursor de los ensayos cosmológicos, los cuales contienen el secreto del universo; acerca de la proporción maravillosa de las esferas celestes, y acerca de las verdaderas y particulares causas del número, magnitud, y movimientos periódicos de los cielos; establecidos por medio de los cinco sólidos geométricos regulares (Latín: Prodromus dissertationum cosmographicarum, continens mysterium cosmographicum, de admirabili proportione orbium coelestium, de que causis coelorum numeri, magnitudinis, motuumque periodicorum genuinis & proprijs, demonstratum, per quinque regularia corpora geometrica). Es un libro de astronomía escrito por el astrónomo alemán Johannes Kepler, publicado en Tübingen en el 1596 y la segunda edición en el 1621. El título completo del libro es:  Kepler propuso que la relación entre las distancias de los seis planetas conocidos en su tiempo podía entenderse en términos de los cinco sólidos platónicos, encerrados dentro de una esfera que representaba la órbita de Saturno.
El libro explica la teoría cosmológica de Kepler, basado en el sistema copérnico, en el cual los cinco sólidos platónicos dictan la estructura del universo y reflejan el plan de Dios por medio de la geometría.
De acuerdo a la narración de Kepler en este libro, el conocimiento de la relación entre la distancia de los planetas fue descubierto accidentalmente mientras él demostraba el cálculo de la razón entre un círculo y otro círculo que es creado rotando un círculo inscrito. Fue así que él notó que había descubierto que esta era la misma relación entre las órbitas de Saturno y Júpiter. Él escribió, “Por un mero accidente, casualmente me acerqué más al estado actual del asunto. Pensé que fue por intervención divina que había obtenido fortuitamente lo que nunca pude obtener por medio de cualquier esfuerzo.” Pero después de completar cálculos adicionales, comprendió que no podía utilizar polígonos de dos dimensiones para representar a todos los planetas, pero que en vez él tenía que usar los cinco sólidos platónicos.

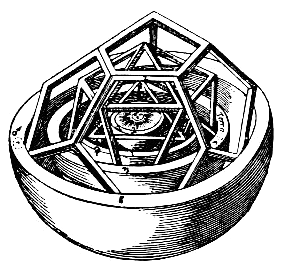
Vista detallada de la esfera interior

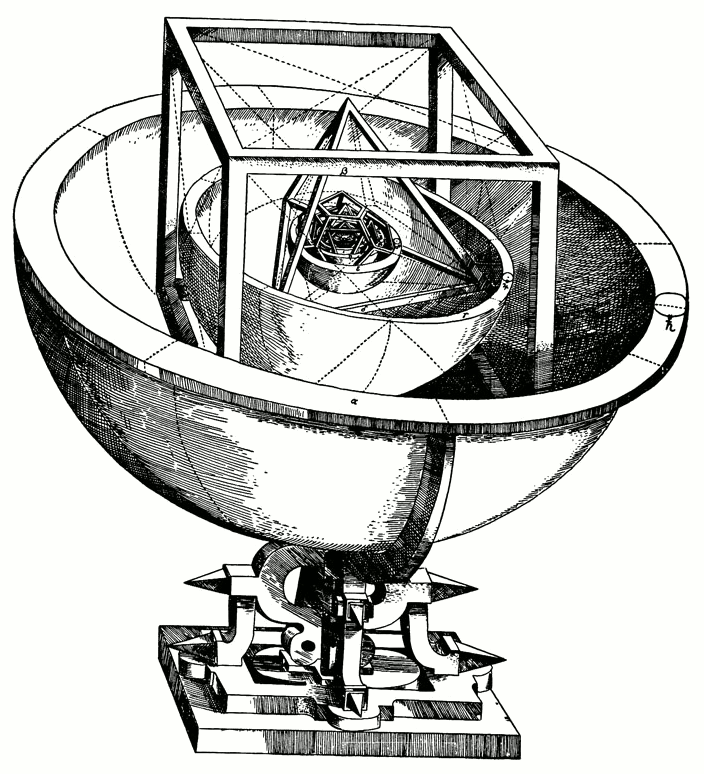
Modelo del sistema solar según el libro de Kepler Mysterium Cosmographicum (1596)

## En la cultura popular
El Mysterium Cosmographicum fue destacado en la moneda austriaca de 10 euros acuñada en el 2002.
El lado reverso de la moneda tiene un retrato del astrónomo y erudito contemporáneo, Johannes Kepler, quien pasó un tiempo enseñando en Graz y en las áreas vecinas. Kepler conocía a Hans Ulrich von Eggenberg personalmente, y muy probablemente conocía e influyó la construcción del Castillo de Eggenberg (la razón principal de la moneda). Frente a él en la moneda hay un modelo de su pieza maestra, el “Mysterium Cosmographicum”.